# Banca Centro Sud
 Banca Centro Sud è stata una banca italiana.

## Storia
Il 18 dicembre 1980 la fusione tra la Banca di Andria e la Banca di Calabria determinò la nascita della Banca Centro Sud, con sede a Napoli e un capitale sociale di L. 12.900.000.000.
Al momento della fusione il Banco di Roma deteneva il 93,74% del pacchetto azionario della Banca di Andria e il 99% di quello della Banca di Calabria.
Il nuovo Istituto poté contare su una rete di 38 sportelli ubicati nelle provincie di Roma, Napoli, Salerno, Matera, Bari, Foggia, Brindisi, Catanzaro, Cosenza e Reggio Calabria.
Nel 1983 la Banca assunse il controllo della Banca De Biase & C.
Nel 1986 il pacchetto di controllo passò dal Banco di Roma nelle mani del gruppo Citicorp Overseas Investment Corporation (COIC) - uno dei primi gruppi bancari del mondo, presente in Italia fin dal 1916 - e l'anno seguente l'Istituto modificò la ragione sociale in Citibank Italia.

## Banca De Biase
Banca De Biase & C.  (fino al 27 giugno 1942 Banca Gallo & De Biase) è stata una banca italiana, assorbita 16 dicembre 1983 dalla Banca Centro Sud, già azionista di maggioranza, portando in dote tre sportelli (Castrovillari, Cassano allo Jonio, Sibari).
Il 13 giugno 1919 a Castrovillari (Cosenza)  venne fondata la Banca Gallo & De Biase, dal nome dei due soci fondatori , costituita in accomandita semplice con atto rogato dal notaio Matteo Marini e trasformata in società anonima il 22 ottobre 1934. Il 27 giugno 1942 modificò la propria denominazione sociale in Banca De Biase & C.
L'Istituto, aveva per oggetto la raccolta del risparmio e l'esercizio del credito nelle sue varie forme nella provincia di Cosenza ed effettuava operazioni di credito agrario nel territorio dei comuni di Altomonte, Castrovillari, Cassano all'Ionio, Firmo e Morano Calabro, tutti in provincia di Cosenza .